# Constantin Joukowitch
Constantin Joukowitch (overleden Den Haag, 20 januari 1960) was een bas van Russische komaf.
Hij diende eerst in het keizerlijke leger, maar vluchtte ten tijde van de revolutie naar Parijs. Hij nam les bij Lucette Korsoff. In de jaren twintig kreeg hij bekendheid binnen het operacircuit vanwege zijn diepe basstem bij de Russische Opera in de Franse hoofdstad. Uiteraard werd hij gespecialiseerd in het Russische repertoire. Hij trok de hele wereld over tot aan Buenos Aires (Theatro Colon), Milaan (Teatro alla Scala) en Barcelona (Liceu) aan toe. Vanaf circa 1932 was hij regelmatig in Nederland te bewonderen. In de Tweede Wereldoorlog sloot hij zich aan bij de Duitse Opera in Den Haag (1942-1944) en nam zijn intrek in die plaats, maar trad nog wel in het buitenland op, zoals in Barcelona. Na zijn actieve loopbaan als zanger begon hij zanglessen te geven.
Hij trad veelvuldig op in Boris Godoenov van Modest Moessorgski.
Zijn stem is bewaard gebleven dankzij een beperkt aantal opnamen voor Pathé.